# Mamulxes
La nació mamultxe (mamülche), és un poble indígena de l'Argentina, branca dels maputxes, habita el territori que anomenen Mamüll Mapu o “país de los montes”. Aquesta nació va estar formada al llarg del temps per diferents pobles anomenats “salineros”, “jarilleros”, “medaneros”, “los de los montes”, i “los del rankül” o “rankülche” -avui ranquels; Rankulche és el terme maputxe per la Pampa-, que poblaven el nord d'aquest gran territori.
La capital política de la nació mamulxe va ser a Leuvucó (La Pampa), per ser punt de confluent d' antiquíssims camins indígenes que s'adreçaven als quatre punts cardinals, i cap a la línia de fortins construïts pels blancs per contenir els indígenes.
Avui dia els mamultxes estan gairebé reduïts als ranquels i alguna petita comunitat d'altres pobles emparentats. Tot i així tenen una bandera pròpia que és molt semblant a la bandera de la nació maputxe però el disc central està dividit en dues parts: a dalt groc i a baix negre; dins del groc i ha dos arbres d'Araucània en negre i a la part negre hi ha un arbre en blanc com un reflex del situat més cap al vol i formant la vora del disc un cap d'un indi amb els braços oberts.